# Petrolina
Die Stadt Petrolina, amtlich Município de Petrolina, gegründet im Jahre 1893, liegt im brasilianischen Bundesstaat Pernambuco. Im Jahr 2011 lebten in Petrolina 305.352 Menschen auf 4559 km² Fläche. Sie ist damit die sechstbevölkerungsreichste Stadt des Bundesstaates.
Petrolina liegt nördlich angrenzend am Fluss Rio São Francisco ca. 35 km Luftweg entfernt vom Sobradinho-Stausee. Die Jahresniederschläge betragen meist unter 213 mm. Die Gegend ist damit eine der trockensten Gebiete des brasilianischen Sertão.  
Diesem Extrem zum Gegensatz liefert der Sobradinho-Stausee sowie der Rio São Francisco eine 
schier unendliche Wasserquelle, welche die ansonsten halbwüstenähnliche Landschaft zu fruchtbarem Ackerboden macht.
Arbeit finden viele Bürger somit in zahlreichen Obstplantagen. Aus dieser Gegend werden große Mengen an tropischen Früchten (z. B. Ananas, Mango, Papaya) in entfernte Länder, vor allem nach Europa exportiert.

## Bistum Petrolina
- Bistum Petrolina

## Söhne und Töchter
- Geraldo Azevedo (* 1945), brasilianischer Singer-Songwriter